# Myioborus melanocephalus
Mariquita-d'óculos ou mariquita-de-óculos (Myioborus melanocephalus) é uma espécie de ave da família Parulidae.
Pode ser encontrada nos seguintes países: Bolívia, Colômbia, Equador e Peru.
Os seus habitats naturais são: regiões subtropicais ou tropicais húmidas de alta altitude.